# La Trochita
La Trochita (uradno ime Viejo Expreso Patagónico), ali Stari patagonski ekspres, je ozkotirna železnica širine 750 mm v Patagoniji v Argentini, ki  uporablja parne lokomotive. Vzdevek La Trochita pomeni dobesedno 'ozkotirna'; "trocha estrecha" ali "trocha angosta" se v Argentini pogosto uporablja za splošni opis ozkotirne proge.
Železnica La Trochita je dolga 402 km in poteka pod vznožjem Andov med krajema Esquel in El Maitén v provinci Chubut in krajem Ingeniero Jacobacci v provinci Rio Negro. Prvotno je bila del Ferrocarriles Patagónicos, mreže železnic v južni Argentini. Dandanes s svojim originalnim videzom, ki je v glavnem nespremenjen, deluje kot železniška dediščina, mednarodni sloves pa si je pridobila s knjigo Paula Therouxa iz leta 1978 The Old Patagonian Express, ki je to železnico označila kot »skoraj na koncu sveta«. Theroux je želel opisati vlake čim dlje v južno Argentino, vendar v svoje pustolovščine ni vključil več železnic, ki so bile južneje od Esquela, verjetno zato, ker niso veljale za obratovalne ali z zadostno povezavo z večjimi linijami.

## Zgodovina

### Načrti
Leta 1908 je argentinska vlada načrtovala mrežo železnic po Patagoniji. Dve glavni progi bi se povezali s San Carlos de Bariloche v osrednjih Andih z obmorskimi pristanišči San Antonio Oeste na atlantski obali na vzhodu in Puerto Deseado na obali na jugovzhodu. Zgradili naj bi se odcepi za povezavo glavne linije z jezerom Buenos Aires (povezava pri Las Heras) in Comodoro Rivadavia (povezava pri Sarmientu). Colonia 16 de Octubre - območje Esquel in Trevelin - bi bila prek odcepa povezana z Ingeniero Jacobacci. Celotno omrežje bi se prek San Antonia Oeste povezalo z Buenos Airesom.
Projektu je po ministrskih spremembah in začetku prve svetovne vojne, kar je vplivalo na argentinsko gospodarstvo ter prispevek tehnologije in naložbe, ki jih je zahtevala Evropa. Severna glavna linija od obale je leta 1916 dosegla Ingeniero Jacobacci. Položeno je bilo 282 km južne glavne linije od Deseada do Las Herasa in 197 km odcepne linije od Comodoro Rivadavia do Sarmienta, vendar nikoli povezani med seboj ali s severno mrežo. Po letu 1916 je bilo edino nadaljnje delo dokončanje povezave od Jacobaccija do Barilocheja, končano leta 1934.

### Linija Esquel
Izjema je bila linija Esquel. Po koncu prve svetovne vojne so bili ozkotirne proge in objekti številni in cenejši, saj so se na fronti pogosto uporabljali za oskrbo in gibanje vojaških sil. 600 mm železniško progo Decauville so v provinci Buenos Aires na podeželju pogosto uporabljali za prevoz tovora. Za potniške storitve so bile na voljo lokomotive s širino tira 750 mm in sklenili so, da bodo nadaljevali s to cenejšo možnostjo. Leta 1921 je bilo dogovorjeno, da se položi proga Jacobacci-Esquel in da se tudi poveže z obstoječo zasebno železniško progo s širino 1000 mm v dolini Chubut od Dolavona do Puerto Madryna. To bi bilo omrežje Patagonskih lahkih železnic.
Leta 1922 so bili naročeni belgijski potniški vagoni in tovorni vagoni ter petdeset lokomotiv nemškega podjetja Henschel & Sohn iz Kassla (tedanji Cassel). Kasneje je bilo od Baldwin Locomotive Works v Philadelphiji v ZDA kupljenih še 25 lokomotiv.
Prvi del projekta je bil položiti tretjo tirnico znotraj obstoječih tirov v kraju Jacobacci in dolini Chubut, tako da jih bodo lahko uporabljala ozkotirna vozila. Postavljeni so bili novi tiri za razširitev proge doline Chubut od Trelewa do Rawsona na obali in proti zahodu do Las Plumasa. Ko so v letih 1931–1932 poplave uničile večji del proge, so se leta 1934 začela dela z novimi načrti, zgradili naj bi 105 m dolg most in 110 m dolg predor. 1000 delavcev je delalo v surovem patagonskem okolju, mnogi so se kasneje tu naselili.
Vlaki so začeli voziti po dokončanih delih proge leta 1935. Leta 1941 je proga prispela do El Maiténa, kjer so bili zgrajeni objekti za vzdrževanje. Prvi vlak za Esquel je v mesto vstopil 25. maja 1945. Po nacionalizaciji železniškega omrežja s strani predsednika Juana Peróna leta 1948 je Trochita postala del Ferrocarril General Roca, ene od šestih državnih argentinskih železniških odsekov, ki so nastali po nacionalizaciji železniškega omrežja in so jo poimenovali po nekdanjem predsedniku Julio Argentino Roca.
Do leta 1950 je bila linija samo za tovorni promet. Prva potniška služba je bila uvedena leta 1950 in je povezala Esquel z Buenos Airesom (prispe na postajo Constitución) in zamenjala vlake v Jacobacciju. Potniki so zasedli razmajane lesene klopi okoli peči, ki bi jo lahko uporabili za lahko kuhanje, predvsem pa za pripravo mate napitka in ogrevanje. Ovinkasta proga v vznožju Andov in majhna hitrost omrežja je potnikom omogočila, da so se po 14-urnem potovanju na določenih odsekih sprehajali ob vlaku.
Storitev se je v 1960-ih in 1970-ih pogosto uporabljala za tovorni promet, kar je prispevalo k razvoju območja, zlasti gradnji jezu na reki Futaleufú in rasti El Maiténa, zahvaljujoč delavnici za vzdrževanju lokomotiv.

### Zaton
Leta 1961 je bila linija v spodnji dolini Chubut med Puerto Madrynom in Las Plumas zaprta, nikoli pa ni bila povezana z linijama v Esquel ali Bariloche. V 1970-ih sta se zaprli tudi dve izolirani progi na jugu.
Tudi La Trochita je začela propadati zaradi izboljšanja cestnega omrežja ter tovornjakov in avtobusov ter težav pri vzdrževanju železnice tako daleč od prestolnice države in svetovne železniške industrije. Toda v istem obdobju so Patagonijo 'odkrili' turisti in La Trochita je bila nekakšen poudarek nahrbtnikarjev. Therouxova knjiga jo je reklamirala in železnici dala ime – Old Patagonian Express -, ki je poudarilo njeno brezčasno privlačnost tako za argentinske nostalgike kot turiste. Leta 1991 je bila železnica posneta za epizodo Nicka Lera World Steam Classics.
Kljub temu linija ni bila donosna. Glede na skupnosti, ki jim je služila, zasebni vlagatelji niso bili zainteresirani za potrebna vlaganja. Leta 1992 je bilo v skladu z liberalnimi gospodarskimi praksami centralne vlade odločeno, da se linija zapre. Vendar se je ob odločitvi o zaprtju proge, ki je postala simbolična za preteklo dobo in za to regijo, slišal nacionalni in celo mednarodni protest. Obe provincialni vladi sta se združili, da bi držali progo odprto.

## La Trochitadanes
Proga ima 22 parnih lokomotiv, 11 lokomotiv Henschel in 11 Baldwin Mikado, od katerih jih je sedem trenutno v obratovanju, dve Baldwin in tri Henschel na odseku El Maitén - Esquel ter dve lokomotivi Baldwin na odseku Ingeniero Jacobacci. Lokomotive so na olje in neprekinjeno obratujejo od uvedbe. Nikjer na progi ni dizelskih motorjev. Današnji vozni park lokomotiv je iz leta 1922, z izjemo jedilnega vagona in nekaterih prvovrstnih vagonov, ki so bili zgrajeni leta 1955.
Vlak ne vozi več med Esquelom in El Maiténom; namesto tega delujeta dve posebni turistični storitvi med Esquelom in naseljem Nahuel Pan in med El Maiténom in Desvío Thomae.
Pot od Esquela do El Maiténa je trajala skoraj sedem ur. Obstaja redna turistična linija, ki ponuja povratno potovanje do prve postaje in nazaj, in traja približno eno uro. Od leta 2010 vozovnice za turistične izlete znašajo 150 USD za povratno potovanje in popust za prebivalce Argentine na 80 USD.
Vzdrževanje originalnih lokomotiv iz leta 1922 je vse težje zaradi pomanjkanja delov in strokovnega znanja ter oddaljenosti baze v El Maiténu. To lahko povzroči pogoste zamude ali zaustavitve voženj.
Argentinska vlada je leta 1999 La Trochito razglasila za nacionalni zgodovinski spomenik.
Leta 2003 so člani večinoma iz Esquela, El Maiténa in Barilocheja ustanovili združenje Prijatelji La Trochita'.
Maja 2011 so močni vetrovi strgali streho z enega vagona. Streha je padla med dvema vagonoma, eden je iztiril, zaradi česar se je celoten vlak iztiril in prevrnil. Nihče ni bil huje poškodovan, lokomotiva in vagoni pa so bili obnovljeni do 1. junija 2011.

## Galerija
- La Trochita na argentinskem divjem zahodu
- La Trochita v Nahuel Pan, provinca Chubut
- Vlaki na postaji
- Notranjost lesenega vagona
- V ovinku proti Nahuel Pan
- Pogled v notranjost kabine Henschela, ki se uporablja za nadomestne dele
- Prečkanje Río Chico
- Vlak na postaji Esquel
- Lokomotiva v delavnici
- Dve parni lokomotivi Henschel Mikados pri Nahuel Panu
- Običajna notranjost vagona za potnike
- Lokomotiva pri El Maiténu.